# Mankono
Mankono – miasto w Wybrzeżu Kości Słoniowej, w dystrykcie Woroba, w regionie Béré, w departamencie Mankono.